# Lisstjärnen (Svärdsjö socken, Dalarna)
Lisstjärnen är en sjö i Falu kommun i Dalarna och ingår i Gavleåns huvudavrinningsområde. Sjön är 9 meter djup, har en yta på 0,0902 kvadratkilometer och befinner sig 209,5 meter över havet.

## Delavrinningsområde
Lisstjärnen ingår i det delavrinningsområde (672974-151143) som SMHI kallar för Mynnar i Hinsen. Medelhöjden är 233 meter över havet och ytan är 8,66 kvadratkilometer. Det finns inga avrinningsområden uppströms utan avrinningsområdet är högsta punkten. Vattendraget som avvattnar avrinningsområdet har biflödesordning 3, vilket innebär att vattnet flödar genom totalt 3 vattendrag innan det når havet efter 100 kilometer. Avrinningsområdet består mestadels av skog (86 procent). Avrinningsområdet har 0,56 kvadratkilometer vattenytor vilket ger det en sjöprocent på 6,5 procent.